# Овиљо
Овиљо (итал. Oviglio) је насеље у Италији у округу Алесандрија, региону Пијемонт.
Према процени из 2011. у насељу је живело 920 становника. Насеље се налази на надморској висини од 109 м.

## Становништво
| 1931. | 1936. | 1951. | 1961. | 1971. | 1981. | 1991. | 2001. | 2011. |
| ----- | ----- | ----- | ----- | ----- | ----- | ----- | ----- | ----- |
| 1.982 | 2.024 | 1.898 | 1.595 | 1.464 | 1.343 | 1.312 | 1.294 | 1.319 |